# تظاهرات ۱۳۸۵ نقده
تظاهرات خردادماه سال ۱۳۸۵ هجری شمسی در نقده، سلسله   تجمعات، ناآرامی‌ها و درگیری‌ها در پی انتشار کاریکاتور جنجالی روزنامه ایران بود.

## شرح حوادث
در پی تظاهرات مردم آذربایجان در ۴ خرداد ماه سال ۱۳۸۵ تظاهرات مردم نقده، به علت شلیک مستقیم مأموران به‌ سوی تظاهرات‌کنندگان به خونین‌ترینِ آن سلسله اعتراض‌ها بدل شد. در این تظاهرات‌ بنا به برخی از منابع ده‌ها تن در شهرهای مختلف آذربایجان ایران کشته شدند. صدا و سیمای جمهوری اسلامی کشته‌شدن چهار نفر به نام‌های: توحید آذریون (۲۵ ساله)، همت اسمزاده (۳۵ ساله متأهل)، حسین فتحی‌پور (۱۷ ساله دانش‌آموز)، عسگر قاسمی (۳۹ ساله متأهل) را در نقده تأیید کرد.

## فشار بر خانواده‌های شاکی
وقتی خانواده‌های توحید آذریون، همت اسم‌زاده، حسین فتحی پور و عسگر قاسمی با تنظیم شکایت‌نامه‌ای از فرمانداری نقده، فرماندهی مقاومت بسیج منطقه، فرماندهی نیروی انتظامی و... به دادگاه مراجعه نمودند، با فشار نهادهای امنیتی مواجه گشتند. این فشارها به‌حدی بود که هیچ وکیلی در آذربایجان غربی حاضر به برعهده گرفتن وکالت آن‌ها نشد یا اینکه به وکلا چنین اجازه‌ای ندادند. مأموران بارها و به بهانه‌های مختلف وارد خانهٔ بعضی از این خانواده‌ها شده و اقدام به بازرسی می‌نمودند. آن‌ها ولی آذریون برادر توحید را دستگیر نمودند که دادگاه او را به جریمهٔ نقدی و ۲۰ ضربه شلاق محکوم کرد. حکم بیست ضربه شلاق در مورد ولی آذریون روز ۲۶ دیماه ۱۳۸۶ اجرا شد.

## مراسم‌های یادبود
روز پنجشنبه سوم خردادماه ۱۳۸۶، نخستین سالگرد جان‌باختگان این اعتراضات بر سر مزار آنان در نقده برگزار شد. به گزارش کمیتهٔ دفاع از زندانیان سیاسی آذربایجان - آسمک، در طول حدود ده روز پیش از مراسم و همچنین در حین این مراسم که با عنوان «سالگرد شهدای سولدوز» برگزار شد ده‌ها نفر دستگیر شدند. خانواده‌های قربانیان در خصوص مراسم‌های بادبود نیز تحت فشار قرار داشته‌اند. ادارهٔ اطلاعات به آن‌ها اخطار داده بود که به صورت جمعی بر سر مزار فرزندان خود حضور نیابند و فقط اعضای خانواده اجازه دارند بر سر مزارها به اجرای مراسم بپردازند. علی‌رغم این فشارها شنبه ۴ خرداد ۱۳۸۷، دومین مراسم سالگرد با حضور بسیاری، در مساجد جامع و کؤهول نقده و مسجد محمدیار و همچنین بر سر مزار جانباختگان در نقده و محمدیار برگزار شد.

## توحید آذریون
توحید آذریون شاعر جوان اهل نقده بود که در جریان اعتراضات آذربایجان به کاریکاتور روزنامه ایران در روز ۴ خرداد ۱۳۸۵، با شلیک مستقیم گلوله مأموران جمهوری اسلامی ایران کشته شد. گفته می‌شود که او ساعت شش عصر پنجشنبه، چهارم خردادماه ۱۳۸۵ با اصابت گلوله به قلبش در دم جانش را از دست داده بود. وی هنگام مرگ ۲۵ سال داشت.
توحید آذریون افزون بر فعالیت در زمینه‌های فرهنگ ترکی آذربایجانی، شعر نیز می‌سروده‌است.

## روایت فرماندار وقت نقده
محمدامین‌فرد، فرماندار وقت نقده، در سال ۱۳۸۸ کتابی با عنوان «گزارش مشروح حوادث نقده در خرداد ۱۳۸۵ و تحلیل فقهی و سیاسی آن» منتشر نموده و حوادث را از دید فرمانداری شرح می‌دهد، بنا به این کتاب:
1. اطلاعیه‌هایی در سطح وسیع پخش شده بود که به دروغ نوشته بودند راهپیمایی با مجوز فرمانداری برگزار می‌شود.[۱۰]
2. دفتر فرهنگ اسلامی دانشگاه آزاد اسلامی، واحد نقده اعلام نموده که دانشگاه دردادن مجوز برای درون دانشگاه مستقل عمل می‌کند.[۱۰]
3. جمعیت راهپیمایی‌کننده از ۳ قسمت تشکیل می‌شد: یک گروه موتورسیکلت‌ هایی که همگی دو سرنشین داشتند که یکی رانندگی می‌کرد و سرنشین دیگر آن با دو دست خود، علامت گرگ خاکستری را نشان می‌داد، و با چراغ‌های روشن و بوق‌زنان در حرکت بود و به همراه این‌ها سه‌چرخه‌های حمالی بلندگو بسته به همان حال در حرکت بودند. دوم نفرات پرهیجان و پر انرژی با تیپ و قیافهٔ خاصی در وسط. سوم حدود ۵۰ خودروی سواری در عقب با چراغ‌های روشن و بوق‌زنان در حرکت بودند. جمعیت عکس ستارخان و گرگ خاکستری و استاد شهریار را در دست داشتند و به ترکی شعار می‌دادند که (یا اولوم یا قره‌باغ)، یا مرگ یا قره‌باغ، (آذربایجان بیر اولسون پایتخت تبریز اولسون)، دو آذربایجان یکی شده و پایتخت هم تبریز شود، (آندولا ستارخانا قان سالارام تهرانا)، قسم به ستارخان تهران را به خون می‌کشیم. (فارس دیلی ای... دیلی)، زبان فارسی‌زبان ...، هیچ شعاری علیه روزنامهٔ ایران و مسئلهٔ سوسک داده نمی‌شد.[۱۰]
4. این جمعیت کم مانده بود با دانشجویان دانشگاه پیام نور درگیر شود که فرماندار به صورت ناشناس در میان دانشجویان محترم پیام نور حاضر و از آنان درخواست کرد از درگیری اجتناب و درب را بازکنند. خواستهٔ اول عملی شد ولی در را باز نکردند. جمعیت با فشار می‌خواستند در را بشکنند که فرماندار خودش در را بازکرد و جمعیت وارد دانشگاه شدند. درب شیشه‌ای سالن بسته بود جمعیت با فشار آن را شکستند؛ ولی با مدیریت تعدادی از تظاهرکنندگان، وارد سالن نشدند.[۱۰]
5. از سوی مقامات اطلاعاتی خبر رسیده بوده که قرار است در نقده، خرابکاری و اغتشاش وسیعی صورت گیرد. از قرارمعلوم، برخی افراد قومگرا گفته بودند: «جوری نقده را به آتش می‌کشیم که تبریز و ارومیه فراموش شود.» دو نفر دیگر از پانترک‌ها گفته بودند که «حتماً فردا از نقده کشته بالا می‌آوریم.». اطلاع رسید یک نفر از اراذل و اوباش معروف ارومیه به همراه چهل نفر، شبانه قصد ورود به نقده را دارند. خبر دیگری رسید که یک وانت نیسان پر از اعلامیه‌های پان‌ترکیستی از تبریز در راه است.[۱۰]
6. به گفتهٔ شاهدان عینی و مأموران حاضر در صحنه، برخی از افراد مهاجم به ساختمان فرمانداری، لباس خود را از سینه‌شان کنار می‌زدند و به نیروهای مسلح مستقر در محل، ناسزا گفته و داد می‌زدند که فلان فلان شده‌ها، شماها که گلوله ندارید، اگر دارید بزنید. گلوله‌های شما مشقی است.[۱۰]
7. به گفتهٔ شاهدان عینی، در همین حال یک نفر که احتمال می‌رود از اعضای پژاک باشد، از فاصلهٔ نزدیک یکی از مهاجمان و تظاهرات‌کننده را با هفت‌تیر از ناحیهٔ شکم مورد اصابت گلوله قرار داده و زود از صحنه متواری می‌شود. چند متر آن طرف‌تر، از داخل یک پیکان سفید رنگ با تفنگ کلاشینکف به سمت جمعیت تظاهرات‌کننده تیراندازی می‌شود که تعدادی از شاهدان صحنه به صورت کتبی مطلب را تأیید کرده‌اند. بنا به گزارش دیگری، از داخل یک پژوی نوک مدادی نیز با همان نوع اسلحه (کلاشینکف) به سوی جمعیت مهاجم شلیک می‌شود. در همان روز (چهارم خرداد) یک قبضه اسلحهٔ کمری از اغتشاش‌گران بر زمین افتاده بود که توسط بسیجی‌ها کشف و ضبط شد.[۱۰]
8. یک نفر در بلوار آیت‌الله کاشانی پایین‌تر از ادارهٔ آموزش و پرورش کشته می‌شود که ضارب تاکنون بر نیروهای دولت مبهم است؛ لازم است ذکر شود که عوامل مسلح دولتی فقط در داخل فرمانداری و اماکن حساس شهر مستقر بودند نه در بلوارها و خیابان‌های اطراف؛ نیروهای بسیج هم که پس از تیراندازی‌های جلو فرمانداری وارد صحنه شده بودند و هیچ اسلحهٔ گرمی را با خود حمل نمی‌کردند و فقط اسلحهٔ بسیج چوب دستی بود.[۱۰]
9. درگیری دوم در روز جمعه پنجم خرداد  ماهیتی کاملاً مجزا از تجمعات ترک‌ها داشت و در این تجمع افرادی از گروهای پژاک و دمکرات سازماندهی شده بودند. این افراد نوعاً مسلح بودند و با شعار «مرگ بر جمهوری اسلامی»، در تظاهرات شرکت کردند. این تجمع به سرعت سرکوب و بیش از ۱۱ نفر از عوامل اصلی آن دستگیر شدند و فرصت استفاده از سلاح گرم به آن‌ها داده نشد.[۱۰]